# Manvel (Texas)
Pour les articles homonymes, voir Manvel.
Manvel est une ville américaine située dans le comté de Brazoria, dans l'État du Texas. Lors du recensement de 2010, sa population était de 5 179 habitants.

## Source
- (en) Cet article est partiellement ou en totalité issu de l’article de Wikipédia en anglais intitulé « Manvel, Texas » (voir la liste des auteurs).